# Bernice Heloo
Bernice Adiku Heloo (24 tháng 9 năm 1954 – 25 tháng 12 năm 2024)  là một chính trị gia Ghana và là thành viên của Nghị viện cho Quốc hội Hohoe.

## Tuổi thơ
Bernice Adiku Heloo sinh ra ở Hohoe, Vùng Volta. Bà được sinh ra với Mục sư ET Adiku và Bà Comfort Adiku.

## Giáo dục
Bà theo học trường trung học Mawuli và OLA tương ứng. Bà lấy được BA. Nghiên cứu về Tôn giáo và M.phil trong Giáo dục Người lớn từ Đại học Ghana. Bà cũng đã nhận được M. Ed trong Giáo dục người lớn, biết chữ cho phát triển nông thôn từ Đại học Manchester. Bà có bằng Tiến sĩ Kinh tế Chính trị tại Đại học Trung tâm Quản lý Thụy Sĩ.

## Đời sống chính trị
Thành viên quốc hội của Hohoe Const constency đã chỉ trích tổng thống Cộng hòa Ghana Nana Addo Danquah Akuffo-Addo vì đã không giải quyết vụ bắt cóc các cô gái Takoradi ở bang 2019 của địa chỉ quốc gia.

## Sự nghiệp
Bà là cựu chủ tịch của Hiệp hội Phụ nữ và AIDS ở Châu Phi và là người sáng lập của Prolink một tổ chức phi chính phủ ở Ghana. Cô hiện là thành viên của Quốc hội cho khu vực bầu cử Hohoe.

## Cuộc sống cá nhân
Cô ấy là một Cơ đốc nhân đã kết hôn.